# Landesregierung und Stadtsenat Marek I
Landesregierung und Stadtsenat Marek I war die Bezeichnung für die Wiener Landesregierung und den Wiener Stadtsenat unter Bürgermeister und Landeshauptmann Bruno Marek zwischen 1965 und 1969. Die Landesregierung Marek I amtierte von der Angelobung Mareks am 10. Juni 1965 bis zum 6. Juni 1969. Die Landesregierung Marek I war nach dem Rücktritt von Franz Jonas der Landesregierung Jonas IV nachgefolgt und wurde am 6. Juni 1969 von der Landesregierung Marek II abgelöst. Nach dem Tod von Johann Wollinger rückte Maria Schaumayer als Stadträtin nach. Nachdem Johann Mandl am 20. Dezember 1965 als Landeshauptmann-Stellvertreter und Stadtrat zurückgetreten war, wurde Stadtrat und Vizebürgermeister Felix Slavik am 21. Dezember 1965 auch zum Landeshauptmann-Stellvertreter gewählt. Eine Reihung der Landeshauptmann-Stellvertreter und Vizebürgermeister existierte in dieser Funktionsperiode nicht. Seinen Posten als Amtsführender Stadtrat übernahm am selben Tag Gertrude Sandner. Die Stadträte Franz Glaserer und Rudolf Sigmund traten am 29. März 1968 von ihren Ämtern zurück und wurden von Reinhold Suttner bzw. Alfred Hintschig abgelöst.

## Regierungsmitglieder
| Amt                                                                     | Name                   | Partei | Ressorts                                                                       |
| ----------------------------------------------------------------------- | ---------------------- | ------ | ------------------------------------------------------------------------------ |
| Landeshauptmann Bürgermeister                                           | Bruno Marek            | SPÖ    |                                                                                |
| Landeshauptmann-Stellvertreter Vizebürgermeister Amtsführender Stadtrat | Felix Slavik           | SPÖ    | Finanzwesen (Verwaltungsgruppe II)                                             |
| Landeshauptmann-Stellvertreter Vizebürgermeister Amtsführender Stadtrat | Heinrich Drimmel       | ÖVP    | Baubehördliche und sonstige technische Angelegenheiten (Verwaltungsgruppe VII) |
| Amtsführender Stadtrat                                                  | Hans Bock              | SPÖ    | Personalangelegenheiten, Verwaltungs- und Betriebsreform (Verwaltungsgruppe I) |
| Amtsführender Stadtrat                                                  | Kurt Heller            | SPÖ    | Bauangelegenheiten (Verwaltungsgruppe VI)                                      |
| Amtsführender Stadtrat                                                  | Alfred Hintschig       | SPÖ    | Allgemeine Verwaltungsangelegenheiten (Verwaltungsgruppe XI)                   |
| Amtsführende Stadträtin                                                 | Maria Jacobi           | SPÖ    | Wohlfahrtswesen (Verwaltungsgruppe IV)                                         |
| Amtsführende Stadtrat                                                   | Hubert Pfoch           | SPÖ    | Öffentliche Einrichtungen (Verwaltungsgruppe VIII)                             |
| Amtsführende Stadträtin                                                 | Gertrude Sandner       | SPÖ    | Kultur, Volksbildung und Schulverwaltung (Verwaltungsgruppe III)               |
| Amtsführender Stadtrat                                                  | Reinhold Suttner       | SPÖ    | Wohnungs-, Siedlungs- und Kleingartenwesen (Verwaltungsgruppe IX)              |
| Amtsführender Stadtrat                                                  | Otto Glück             | ÖVP    | Gesundheitswesen (Verwaltungsgruppe V)                                         |
| Amtsführender Stadtrat                                                  | Pius Michael Prutscher | ÖVP    | Wirtschaftsangelegenheiten (Verwaltungsgruppe X)                               |
| Amtsführender Stadtrat                                                  | Maria Schaumayer       | ÖVP    | Städtische Unternehmungen (Verwaltungsgruppe XII)                              |
| Vorzeitig ausgeschiedene Mitglieder der Landesregierung                 |                        |        |                                                                                |
| Landeshauptmann-Stellvertreter Amtsführender Stadtrat                   | Johann Mandl           | SPÖ    | Kultur, Volksbildung und Schulverwaltung (Verwaltungsgruppe III)               |
| Amtsführender Stadtrat                                                  | Franz Glaserer         | SPÖ    | Wohnungs-, Siedlungs- und Kleingartenwesen (Verwaltungsgruppe IX)              |
| Amtsführender Stadtrat                                                  | Rudolf Sigmund         | SPÖ    | Allgemeine Verwaltungsangelegenheiten (Verwaltungsgruppe XI)                   |
| Amtsführender Stadtrat                                                  | Johann Wollinger       | ÖVP    | Städtische Unternehmungen (Verwaltungsgruppe XII)                              |